# Une belle histoire (série télévisée)
Pour les articles homonymes, voir Une belle histoire.
Une belle histoire est une série télévisée française, « dramédie romantique » créée par Frédéric Krivine et Emmanuel Daucé et réalisée par Nadège Loiseau et Marie-Hélène Copti. La première saison, en 8 épisodes, est diffusée sur France 2, en 2020. Elle reçoit le prix de la meilleure série longue au festival de la fiction TV de La Rochelle en 2019,.

## Synopsis
Une belle histoire raconte l'histoire de trois jeunes couples à la recherche de l'équilibre et du bonheur.

## Distribution
Sauf indication contraire, les informations mentionnées dans cette section peuvent être confirmées par la base de données cinématographiques IMDb,  présente dans la section « Liens externes ».
- Sébastien Chassagne :  David (8 épisodes)
- Tiphaine Daviot :  Charlotte (8 épisodes)
- Louise Monot :  Caroline (8 épisodes)
- Cédric Ben Abdallah :  Philippe (8 épisodes)
- Juliette Navis :  Malika (8 épisodes)
- Jean-Charles Clichet :  Georges (8 épisodes)
- Thierry Neuvic :  Éric (5 épisodes)
- Alexandre Blazy :  Tristan (4 épisodes)
- Judith Margolin :  Marie (3 épisodes)
- Fethi Saidi :  Yasin (3 épisodes)
- Tatiana Cabarrus :  Nicole (3 épisodes)
- Yoli Fuller :  Fanfan (3 épisodes)
- Gaëlle Fraysse :  Delphine Lebret (3 épisodes)
- Andréa Ferréol :  Madame Merlin (2 épisodes)
- Élisa Ruschke :  Anaïs (2 épisodes)
- Julien Emirian :  Ludovic (2 épisodes)
- François Godart :  Garnier (2 épisodes)
- Maxime Jarabo :  Lucas (2 épisodes)
- Stéphan Wojtowicz :  Berthommier (2 épisodes)
- Tito Eluki :  Patrick (2 épisodes)
- Servane Ducorps :  Sabrina (2 épisodes)
- Alexandra Flandrin :  Laura (2 épisodes)
- Annette Lowcay :  Martine (2 épisodes)
- Gérard Pinteau :  Gérard (2 épisodes)
- Mahaut Guidat :  Léa (1 épisode)
- Michel Masiero :  Louis (1 épisode)
- Jean-Marcel Crusiaux :  Homme karaoké (1 épisode)
- Yannick Evin :  Patron karaoké (1 épisode)
- Cyril Brisse :  Berg (1 épisode)
- Akache Busiah :  Abdul (1 épisode)
- Éric Beauchamps :  Jérôme Galtier (1 épisode)
- Philippe Beglia :  Lejeune (1 épisode)
- Éric Leblanc :  Lantier (1 épisode)
- Maxime Dalibon :  Marcus (1 épisode)
- Franck Renaud :  Von Scuruschewsky (1 épisode)
- Christopher Fataki :  Jackson (1 épisode)
- Eliza Konieczna :  Wanda (1 épisode)
- Simond Colaone :  Journaliste France 3 (1 épisode)
- Rui-Mickaël Dias :  Ahmed (1 épisode)
- Bruno Tuchszer :  Antoine Bernier (1 épisode)
- Hervé Colombel :  Policier (1 épisode)
- Karine de Ménonville :  Journaliste BFM TV (1 épisode)
- Hélène Foubert :  Mme Berthommier (1 épisode)
- Christian Van Tomme :  Patron Le Pergère (1 épisode)
- Julia Garnier :  Jessica (1 épisode)
- Christophe Gascard :  Journaliste France Info (1 épisode)
- Lucie Chaumette :  Journaliste France Info (1 épisode)
- Julien Fancinelli :  Journaliste France 24 (1 épisode)
- Zohra Ben Miloud :  Journaliste France 24 (1 épisode)
- Céline Pitelet :  Journaliste BFM TV (1 épisode)
- Gaël Giordana :  Journaliste BFM TV (1 épisode)
- François Gaphian :  Journaliste BFM TV (1 épisode)
- Éloïse Valli :  Vanessa

## Production

### Développement
La série est librement adaptée de la série britannique Cold Feet : Amours et petits bonheurs. Si les audiences sont suffisamment bonnes, la série est prévue pour quatre saisons.

### Tournage
Le tournage, qui a débuté le 18 février 2019, a eu lieu dans les Hauts-de-France.

### Titre
Le titre fait référence à la chanson éponyme chantée par Michel Fugain.

## Épisodes

### Saison 1

#### Épisode 1:Le Baptême
Escalade, paroi fragilisée, Anaïs qui ouvre la voie dévisse. David, son compagnon, l'assure mais elle est blessée, elle n'arrive pas à raccrocher la paroi. Elle fait le choix de se sacrifier pour le sauver. Cinq années plus tard, David qui ne se remet pas de son deuil. Il essaie de trouver une solution pour ne pas être expulsé du logement que lui loue madame Merlin, 75 ans. Il commence un emploi de pilote d'hélicoptère. À son troisième jour, c'est le baptême de l'air de Charlotte, accrochée à son smartphone. Malheureusement, tout commence mal entre ces deux-là. Une parole malencontreuse de Charlotte met fin à la période d'essai de David qui, de fait, perd son logement. David, accompagnée de Mélanie son cochon d'Inde, débarque chez Georges et Malika. Georges sous l'influence de Laurence Pernoud (J'attends un enfant) prépare l'accouchement de Malika, elle aussi accrochée à son job bien qu'elle en soit déjà à 8 mois et demi de grossesse et plusieurs alertes d'accouchement. Mélanie et David arrivent ensuite chez Philippe et Caroline qui sont heureux de l'accueillir, ce qui met un peu de vie dans leur vie de couple, un peu trop installée. Caroline est en train de découvrir que Philippe la trompe avec une collègue de boulot, mais elle ne peut voir la réalité et croit toutes les excuses de Philippe, que ne ferait-on pas pour maintenir les apparences de la famille idéale ? Par hasard, David, en compagnie de Georges, recroise Charlotte, cette fois, il ne peut échapper au café. Panique de David après que Charlotte ait expliqué qu’elle était adepte du « régime groupe sanguin ». En effet, Anaïs suivait le même régime. Le juke box se met à jouer L’hymne à l’amour chanté par Édith Piaf. Le café est interrompu par Éric qui s'avère être en couple avec Charlotte depuis quelques années, « pour l'argent et le sexe » !

#### Épisode 2:Délivrance
Repas de groupe, chez Phil et Caroline : Georges a déjà informé Phil de la rencontre de Charlotte par hasard. David reçoit un SMS de Charlotte. Le groupe le charrie ce qui énerve David qui finit par effacer le SMS devant l’insistance du groupe. En parallèle, Phil est « harcelé » par les SMS de sa maîtresse qui n’est autre que l’épouse de son chef de service. Charlotte, coachée par Éric, s’entraîne à la boxe. Charlotte attend manifestement une réponse à son message. Éric se doute de quelque chose. David, quant à lui, regrette d’avoir effacé le SMS et cherche un moyen de le récupérer. Phil trouve la liste des sites consultés par David et charge Georges de retrouver Charlotte, en insistant sur la discrétion. En effet, le conseil n’était pas inutile. De son côté Charlotte s’arrange pour que David soit réintégré dans son poste de pilote d’hélicoptère. David retrouve son logement. David revoit Charlotte à son entrainement de boxe. Malika va se recueillir sur la tombe son père et perd les eaux en plein cimetière. Georges est injoignable, il est en train de se faire harponner par un escroc. Elle appelle David qui rejoue le baptême de l’air avec Charlotte. Ils arrivent, l’emmène à la maternité en hélico et l’accompagnent jusqu’en salle de travail. David fait appeler Phil qui bosse dans le même hôpital, bien sûr, il s’adresse au chef de service de Phil. Phil et sa maîtresse se font prendre en flagrant délit par leur supérieur et mari. Georges arrive enfin, Phil arrive également. Georges, face à la situation, s’effondre, Phil s’occupe de lui. César voit le jour.

## Distinctions
- Festival de la fiction TV de La Rochelle 2019[8] : 
  - Meilleure série longue
  - Prix jeune espoir féminin Adami pour Tiphaine Daviot